# Marrubium vulgare
Marrubium vulgare, comummente conhecida como marroio-branco, é uma espécie de planta com flor, pertencente à família das Labiadas e ao tipo fisionómico dos hemicriptófitos.
A autoridade científica da espécie é L., tendo sido publicada em Species Plantarum 2: 583. 1753.

## Nomes comuns
Os nomes comuns desta espécie são: erva-virgem, incenso, marroio (não confundir com as demais espécies do género Marrubium, as quais dão todas por este nome comum), marroio-branco, marroio-de-frança e marroio-vulgar.
Regionalmente, nos Açores, também é conhecida como marrolho (não confundir com as demais espécies do género Marrubium, que também são conhecidas por este nome no arquipélago dos Açores).

### Etimologia
Quanto ao nome científico desta espécie:
- O nome genérico, Marrubium, provém do latim, marrŭbĭum, e já aludia a esta espécie em questão.[7]

- O epíteto específico, vulgare, também provém do latim, e significa «comum».[8]

Do que toca aos nomes comuns, marroio e marrolho, ambas provêm do sobredito étimo latino marrŭbĭum.

## Distribuição

### Portugal
Trata-se de uma espécie presente no território português, nomeadamente em Portugal Continental, no Arquipélago dos Açores e no Arquipélago da Madeira.
Em termos de naturalidade é nativa de Portugal Continental, marcando presença em quase todo o território, com excepção de todas as zonas do Nordeste, do Centro-Norte, das zonas do Centro-oeste arenoso e cintrano, do Centro-sul arrabidense e das Berlengas.
É também nativa do Arquipélago da Madeira, marcando presença na ilha de Porto Santo, e é introduzida no arquipélago dos Açores, onde marca presença nas ilhas de São Jorge e da Terceira.

### Ecologia
Trata-se de uma espécie ruderal, pelo que tanto medra em courelas, como em ermos incultos, podendo surgir em muros, orlas de caminhos, em veigas ou mesmo entre o entulho.  Privilegia os solos bem azotados. 

## Protecção
Não se encontra protegida por legislação portuguesa ou da Comunidade Europeia.